# James Cutler Dunn Parker

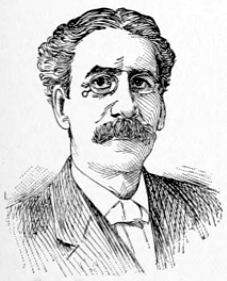
James Cutler Dunn Parker (1904)

James Cutler Dunn Parker (* 2. Juni 1828 in Boston; † 27. November 1916 in Brookline/Massachusetts) war ein US-amerikanischer Komponist.

## Leben
Parker absolvierte ein Rechtsstudium an der Harvard University. 1851 ging er nach Leipzig, wo er Klavier bei Ignaz Moscheles und Louis Plaidy und Komposition bei Julius Rietz und Ernst Friedrich Richter studierte. Von 1864 bis 1897 war er Organist an der Trinity Church in Boston, von 1871 bis 1897 unterrichtete er am dortigen Konservatorium und zeitweise auch an der Universität Klavier, Orgel und Harmonielehre.
Er komponierte Hymnen, Kantaten, Oratorien, kirchenmusikalische Werke und Klavierwerke. Außerdem verfasste er zwei Unterrichtswerke und übersetzte Ernst Friedrich Richters Harmonielehre ins Englische.